# 유니버시티 칼리지 더블린 AFC
유니버시티 칼리지 더블린 AFC (University College Dublin A.F.C.)는 아일랜드의 대학교인 유니버시티 칼리지 더블린의 축구 구단이다. 현재 아일랜드 2부 리그인 리그 오브 아일랜드 퍼스트 디비전에 소속되어 있다.

## 선수 명단

### 현역
- 로넌 핀(2005 ~ 2009, 2024 ~ )